# Ангер, Пер
Пер Юхан Валентин Ангер (швед. Per Johan Valentin Anger, 7 декабря 1913, Гётеборг — 25 августа 2002, Стокгольм, Швеция) — шведский дипломат, праведник мира.
Ангер был сотрудником Рауля Валленберга в шведской дипломатической миссии в Будапеште во время Второй Мировой войны. Работники этой миссии вместе с Валленбергом спасли тысячи венгерских евреев от нацистского геноцида, выдав им шведские паспорта. После войны Ангер приложил много усилий, пытаясь прояснить судьбу пропавшего без вести Валленберга.

## Биография
Родился в Гётеборге 7 декабря 1913 года в семье инженера и учительницы, был старшим из трёх братьев. Изучал право в Стокгольмском университете, а затем в Упсальском университете. После окончания учёбы в ноябре 1939 года был призван в армию.
Вскоре после этого Министерство иностранных дел предложило ему место стажёра в шведской дипломатической миссии в Берлине, в которой он начал работать в январе 1940 года. Ангер был сотрудником торгового отдела, но после получения информации от местного подполья о готовящемся нападении нацистов на Норвегию и Данию, он стал участвовать в передаче разведывательной информации в Стокгольм.
В июне 1941 года Ангер вернулся в Стокгольм, где занимался торговыми отношениями между Швецией и Венгрией. 26 ноября 1942 года он был назначен в Будапешт в качестве второго секретаря дипломатической миссии Швеции. Хотя Венгрия и была союзником нацистской Германии, в ней ещё не было геноцида евреев. В Будапеште Ангер встречался в еврейскими беженцами из концлагерей, полученную от них информацию он передавал в Стокгольм.
После того как 19 марта 1944 года Германия оккупировала Венгрию, Ангер стал заниматься помощью венгерским евреям, которых нацисты загнали в гетто и заставили носить жёлтую звезду на одежде. У него родилась идея выдачи им временных шведских паспортов и специальных сертификатов, чтобы защитить евреев от интернирования и депортации. Семьсот таких документов были выданы сразу. Хотя их законность была сомнительной, венгерское правительство согласилось признать их носителей шведскими гражданами. Другие дипломатические миссии в Будапеште (представительство Ватикана и испанское посольство), так же как и Ангер, стали выдавать евреям фальшивые паспорта.
9 июля в Будапешт прибыл Рауль Валленберг. Он подхватил эту инициативу, предложив выдавать евреям новый документ — Schutzpasse (защитный сертификат) — с цветной печатью и подписью министра иностранных дел Швеции. Ангер, Валленберг и другие дипломаты работали вместе, часто буквально вырывая людей из транспортов на депортацию. После того, как Советский Союз оккупировал Венгрию в январе 1945 года, Ангер и Валленберг были арестованы. Ангер был выпущен три месяца спустя, а Валленберг исчез, став одним самых знаменитых пропавших без вести в XX веке.
Ангер вернулся в Швецию в 1945 году. После войны он работал на разных дипломатических должностях в Египте, Эфиопии, Франции, Австрии и Соединённых Штатах. Позже он стал руководителем программы международной помощи в Швеции, служил послом в Австралии, на Багамских островах и завершил дипломатическую карьеру послом в Канаде.
На протяжении всей своей послевоенной жизни Ангер прилагал усилия, чтобы узнать, что случилось с Валленбергом. Он даже встречался лично с президентом СССР Михаилом Горбачёвым в 1989 году. В декабре 2001 года российское правительство наконец признало, что Валленберг и его водитель умерли в советском плену в 1947 году, хотя точные обстоятельства их гибели остаются невыясненными.
В 1981 году Ангер опубликовал мемуары под названием «С Раулем Валленбергом в Будапеште: память военных лет в Венгрии». Он умер в Стокгольме 25 августа 2002 года в возрасте 88 лет после перенесенного инсульта. У него осталась жена Елена и трое детей.

## Награды
28 апреля 1981 года израильский Институт Катастрофы и героизма Яд ва-Шем присвоил Перу Ангеру почётное звание праведник народов мира. В 1995 году он был удостоен ордена Венгерской Республики «За заслуги», награду вручил президент Венгрии Арпад Гёнц.
В 1995 Ангер был награждён медалью Валленберга в Мичиганском университете в знак признания его исключительного мужества и гуманитарных заслуг. В 2000 году ему было присвоено почётное израильское гражданство. В 2001 году американский «Шведский исторический музей» наградил его гуманитарной премией имени Рауля Валленберга.
В апреле 2002 года премьер-министр Швеции Йоран Перссон наградил Ангера золотой медалью «Illis Quorum meruere labores» за заслуги во время и после войны.

## Премия имени Пера Ангера
Премия имени Пера Ангера учреждена правительством Швеции, чтобы почтить его память. Она присуждается за гуманитарную деятельность и инициативы во имя демократии. Премия присуждается отдельным лицам или группам, которые отличились либо в прошлом, либо в более поздние времена. Размер премии — 150 тысяч шведских крон (около 17 тысяч евро).
Первым лауреатом премии стал римский архиепископ Дженнаро Веролино, который также в 1944 году в Будапеште участвовал в спасении венгерских евреев. Лауреатами премии Ангера также были: белорусский правозащитник Алесь Беляцкий, правозащитница из Узбекистана Елена Урлаева, Арсен Сакалов из Ингушетии, Наргес Мохамади из Ирана и Сапият Магомедова из Дагестана, марокканский правозащитник Брахим Дахане, колумбийская правозащитная женская организация Organización Femenina Popular и другие.